# 幸田町立荻谷小学校
幸田町立荻谷小学校（こうたちょうりつ おぎやしょうがっこう）は愛知県額田郡幸田町にある公立の小学校。

## 概要
- 荻、芦谷、幸田、桜坂が校区であり、公立中学校に進学する場合は幸田町立幸田中学校に進学する[1]。

## 沿革
- 1872年（明治5年）8月3日 - 郷学校として芦谷郷学校が開校する。安楽寺[注釈 1]を校舎とする。
- 1873年（明治6年）1月 - 六栗学校の支校となる。
- 1877年（明治10年） - 開成学校を統合する。
- 1883年（明治16年） - 独立し、荻谷学校となる。荻村字荒井10[注釈 2]に校舎が完成し、移転する。
- 1887年（明治20年）4月1日 - 尋常小学深溝学校に統合され、深溝学校の分校となる。
- 1889年（明治22年）10月1日 - 深溝村、芦谷村、荻村が合併し、深溝村が発足。
- 1892年（明治25年）10月1日 - 深溝尋常小学校から独立し、荻谷尋常小学校となる。
- 1901年（明治34年）12月23日 - 校舎を改築する。
- 1905年（明治38年）11月 - 農業補習学校を併設する。
- 1906年（明治39年）5月1日 - 坂崎村、相見村、深溝村が合併し、広田村（こうだむら）が発足する。
- 1909年（明治42年）7月28日 - 広田村が幸田村に改称する。
- 1911年（明治44年） - 教室不足のため、隣接の民家を仮教室として使用する。
- 1916年（大正5年） - 現在地に校舎を新築し、移転する。旧校舎も移築する。
- 1921年（大正10年）4月 - 併設の農業補習学校が実業補習学校に改称する。
- 1925年（大正14年） - 台風の暴風雨により校舎が傾く。鉄骨の支柱で校舎を支え、補強を行う。
- 1931年（昭和6年）4月1日 - 幸田尋常高等小学校に統合され廃校。荻谷分教場となる。
- 1932年（昭和7年）
  - 5月6日 - 荻谷尋常小学校として独立する。
  - 5月25日 - 開校式を行う。
- 1940年（昭和15年）4月1日 - 高等科を設置し、荻谷尋常高等小学校に改称する。
- 1941年（昭和16年）4月1日 - 荻谷国民学校に改称する。
- 1945年（昭和20年）5月21日 - 校舎を増築する。
- 1947年（昭和22年）4月1日 - 幸田村立荻谷小学校に改称する。
- 1951年（昭和26年）10月23日 - 校舎を増築する。
- 1952年（昭和27年）4月1日 - 幸田村が町制施行し、幸田町（こうだちょう）となる。同時に幸田町立荻谷小学校に改称する。
- 1954年（昭和29年）8月1日 - 幸田町と豊坂村が合併し、幸田町（こうたちょう）となる。
- 1956年（昭和31年） - 体育館が完成する。
- 1959年（昭和34年）9月26日 - 伊勢湾台風により校舎の一部が損壊する。
- 1960年（昭和35年）10月21日 - 校舎の復旧工事が完了する。
- 1973年（昭和48年）3月8日 - 新校舎（鉄筋コンクリート造）が完成する。
- 1977年（昭和52年）6月24日 - プールが完成する。
- 1980年（昭和55年）4月 - 幸田町立中央小学校を分離し、横落地区が荻谷小学校校区から中央小学校校区に移る。
- 1985年（昭和60年）3月 - 新体育館が完成する。
- 1999年（平成11年）3月4日 - 校舎を増築する。
- 2002年（平成14年）4月 - 桜坂地区が幸田小学校校区から荻谷小学校校区に移る。
- 2007年（平成19年）3月6日 - 校舎を増築する。

## 交通アクセス
- JR東海東海道本線幸田駅下車、徒歩約8分。

## 周辺施設
- 幸田町立幸田中学校
- 幸田保育園
- 幸田町役場
- 幸田郵便局
- 豊川信用金庫幸田支店
- 西尾信用金庫幸田支店
- 幸田文化広場
- 東海道本線幸田駅